# Akira Sasaki
Akira Sasaki (jap. 佐々木明 Sasaki Akira; ur. 26 września 1981 w Ōno) – japoński narciarz alpejski. Najlepsze wyniki w Pucharze Świata osiągnął w sezonie 2005/2006, kiedy to zajął 25. miejsce w klasyfikacji generalnej, a w klasyfikacji slalomu był siódmy. Najlepszym wynikiem Sasakiego na mistrzostwach świata jest 19. miejsce w slalomie na mistrzostwach w Sankt Anton. Najlepszym wynikiem na Igrzyskach Olimpijskich jest 18. miejsce w slalomie na Igrzyskach w Vancouver.

## Sukcesy

### Puchar Świata

#### Miejsca w klasyfikacji generalnej
- 2002/2003 – 48.
- 2003/2004 – 38.
- 2004/2005 – 49.
- 2005/2006 – 25.
- 2006/2007 – 72.
- 2007/2008 – 60.
- 2008/2009 – 121.
- 2009/2010 – 71.

#### Miejsca na podium
1. Wengen 19 stycznia 2003 (slalom) - 2. miejsce
2. Schladming 24 stycznia 2006 (slalom) - 2. miejsce
3. Shiga Kōgen – 10 marca 2006 (slalom) - 2. miejsce